# Chorin
Chorin è un comune del Brandeburgo, in Germania.

Appartiene al circondario del Barnim ed è parte dell'Amt Britz-Chorin-Oderberg.

## Storia
Chorin portò fino al 1934 il nome Chorinchen.
Il comune attuale venne creato nel 1998 dalla fusione dell'allora comune di Chorin con i comuni limitrofi di Golzow, Neuehütte, Sandkrug e Senftenhütte. Nel 2001 vennero aggregati anche i comuni di Brodowin e Serwest.

## Geografia antropica

### Frazioni
Il territorio comunale è suddiviso nelle 7 frazioni (Ortsteil) di Brodowin, Chorin, Golzow, Neuehütte, Sandkrug, Senftenhütte e Serwest.